# أولاد خلوف (مشرع حمادي)
أولاد خلوف هي إحدى مشيخات المملكة المغربية، تتبع جغرافيا لإقليم تاوريرت وإداريًا لمشرع حمادي. يقدر عدد سكانها بـ 10730 نسمة حسب الإحصاء الرسمي للسكان والسكنى لسنة 2004.